# 商朝晖
商朝晖（1966年—），男，中国天文学家，天津师范大学教授，中国南极天文中心副主任，中国科学院国家天文台南极天文首席科学家，中国第35次南极科学考察队昆仑站队队长。研究领域为类星体和活动星系核。

## 生平
本科及硕士毕业于南京大学天文系。博士毕业于美国得克萨斯大学奥斯汀分校。
2009年10月至2010年4月，参加中国第26次南极科学考察队。
2018年11月至2019年4月，参加中国第35次南极科学考察队，任昆仑站队队长。